# 詹姆斯·米德尔顿·考克斯
詹姆斯·米德尔顿·考克斯（英語：James Middleton Cox，1870年3月31日—1957年7月15日），美国民主党籍政治人物，曾任美国众议院议员（1909年-1913年）和俄亥俄州州长（1913年-1915年、1917年-1921年）。
考克斯是1920年美国总统选举民主党候选人，敗給共和黨的哈定。
| 前任： 弗兰克·B·威利斯 | 俄亥俄州州长 1917年 - 1921年 | 繼任： 哈里·L·戴维斯   |
| 前任： 贾德森·哈蒙     | 俄亥俄州州长 1913年 - 1915年 | 繼任： 弗兰克·B·威利斯 |